# Klaus-Dieter Boelssen
Klaus-Dieter Boelssen (* 6. Februar 1948 in Halle/Saale) war Fußballspieler in der höchsten DDR-Fußballklasse Oberliga. Er spielte dort für den Halleschen FC Chemie.

## Fußball-Laufbahn

### Von den Knaben zur Oberliga
Mit zehn Jahren begann Boelssen in der Knabenmannschaft des SC Chemie Halle organisiert Fußball zu spielen. Er wurde von Anfang an als Stürmer eingesetzt und durchlief alle Nachwuchsmannschaften des Klubs. Im Männerbereich wurde Boelssen zunächst in der Oberligareserve und in der 2. Mannschaft in der viertklassigen Bezirksklasse eingesetzt. Im Alter von 19 Jahren bestritt er sein erstes Punktspiel in der DDR-Oberliga. Für den inzwischen in den Halleschen FC Chemie umgewandelten Klub wurde er am 14. Oktober 1967 in der Begegnung Hansa Rostock – HFC (3:1) als Rechtsaußenstürmer aufgeboten. Vom 20. Spieltag der Saison 1967/68 an stand Boelssen regelmäßig in der Oberligaelf der Hallenser, sodass er in seiner ersten Erstligasaison auf neun Einsätze kam. Am 23. Spieltag kam er auch zu seinen ersten Torerfolgen in der Oberliga. Im Spiel HFC – 1. FC Lok Leipzig schoss er gleich drei Tore beim 4:2-Erfolg der Saalstädter.

### Wechselvolle Hallenser Jahre
In der Saison 1968/69 schien Boelssen, der inzwischen auch seine Lehre zum Diesellokschlosser abgeschlossen hatte, endgültig der Durchbruch zum Erstligaspieler gelungen zu sein. Er bestritt 17 der 26 Oberligapunktspiele und war mit acht Treffern erfolgreichster Torschütze seiner Mannschaft. Außerdem absolvierte er im Oktober 1968 zwei Länderspiele mit der Nachwuchsnationalmannschaft der DDR. In der Begegnung Polen – DDR schoss er das 1:0-Siegtor. Doch vom 20. Oberligapunktspieltag erschien Boelssen nicht mehr im Aufgebot der Hallenser. Erst ein Jahr später, am 9. Mai 1970 absolvierte er wieder ein Oberligaspiel für den HFC. Gründe sind in der einschlägigen Literatur nicht zu finden, lediglich bei Leske, Enzyklopädie des DDR-Fußballs, kann man entnehmen, dass Boelssen in dieser Zeit beim Viertligisten BSG Turbine Halle spielte. 1970/71 war Boelssen sofort wieder Stammspieler im HFC-Oberligateam und mit sieben Toren erneut treffsicherster Schütze. Damit war er wesentlich am Erreichen des 3. Platzes des HFC in dieser Spielzeit beteiligt, der zur Teilnahme am UEFA-Pokalwettbewerb 1971/72 berechtigte. In der ersten Runde hatte Halle gegen die PSV Eindhoven anzutreten. Boelssen wurde mit aufgeboten, erreichte mit seiner Mannschaft zuhause aber nur ein 0:0. Zum Rückspiel kam es nicht, weil in der Nacht zuvor das Hotel der Hallenser abbrannte, und der HFC wegen seines ums Leben gekommenen Spielers Wolfgang Hoffmann seine Mannschaft zurückzog. Boelssen spielte noch bis zum Ende der Saison 1974/75 für den HFC. 1973/74 musste er für ein Jahr in der zweitklassigen DDR-Liga spielen, da seine Mannschaft zuvor aus der Oberliga abgestiegen war. Mit 15 Punktspielen und zehn Toren war Boelssen am sofortigen Wiederaufstieg beteiligt, in seiner letzten Oberligasaison kam er aber nur noch dreimal zum Einsatz. In seinen sieben Jahren im Männerbereich des Hallenser Klubs bestritt er 101 Spiele in der Oberliga und erzielte dabei 32 Tore.

### Zweitligaspieler und Unterklassentrainer
Zu Beginn der Saison 1975 wechselte Boelssen zum DDR-Ligisten Motor Suhl, wo bereits sein früherer Hallenser Mannschaftskamerad Erhard Mosert spielte. Mit seinem Wechsel in eine niedrigere Spielklasse hatte Boelssen jedoch seinen Militärdienst-Schutzstatus verloren und wurde bereits nach wenigen Spieltagen im November 1975 zur Nationalen Volksarmee eingezogen. Erst nach einem Jahr konnte er wieder für Motor Suhl antreten, wo er künftig als Mittelfeldspieler aufgeboten wurde. In der Saison 1979/80 übernahm er das Amt des Mannschaftskapitäns, und im Sommer 1981 beendete er 33-jährig seine Laufbahn als aktiver Fußballspieler.
Anschließend wurde Boelssen Übungsleiter bei unterklassigen Mannschaften. Ende der 1990er Jahre ließ er sich im niedersächsischen Aurich nieder, wo er bei der SpVg Aurich zunächst die Reservemannschaft und später die Junioren trainierte. 2003 wurde er Co-Trainer der 1. Mannschaft in der Niedersachsenliga.